# Panellus diversipes
Panellus diversipes är en svampart som först beskrevs av Miles Joseph Berkeley, och fick sitt nu gällande namn av David Norman Pegler 1965. Panellus diversipes ingår i släktet Panellus och familjen Mycenaceae.   Inga underarter finns listade i Catalogue of Life.